# Гондурасско-палестинские отношения
Гондурасско-палестинские отношения — двусторонние дипломатические отношения между Республикой Гондурас и Палестиной. Гондурас признал Палестину в 2011 году, что резко контрастировало с долгосрочным и последовательным развитием тесных связей между правительствами Гондураса и Израилем.
10 мая 2013 года Гондурас и Палестина установили дипломатические связи, на церемонии в Тегусигальпе, где присутствовали министры иностранных дел обеих стран, Мирея Агуэро и Рияд аль-Малики. Аль-Малики также встретился с президентом Гондураса Порфирио Лобо в президентском дворце. Посол Палестины Мохамед Саадат вручил свои верительные грамоты 13 сентября 2013 года.
Гондурас имеет самую большую палестинскую общину в Латинской Америке после Чили. Первый зарегистрированный случай палестинского эмигранта в Гондурасе восходит к 1899 году. Самая большая волна миграции в Гондурасе палестинцев произошла между 1922 и 1931 годами. Многие мигранты родом из Вифлеема, Бейт-Джала или Бейт-Сахура. Большинство палестинских мигрантов в Гондурасе были греческими православными. Были также маронитские и греко-католические мигранты. Меньшинство (примерно 15-20 % в какой-то момент) были мусульманами. Однако позже большая часть потомков православных мигрантов позже приняла католичество. Многие палестинские потомки заняли важные позиции в гондурасском обществе. Палестинский потомок Карлос Роберто Флорес был избран президентом Гондураса в 1998 году.
В 1947 году Гондурас воздержался от голосования по разделу Палестины на Генеральной Ассамблее Организации Объединенных Наций.

## Примечание
1. 1 2 3  La Tribuna. Honduras y Palestina establecen relaciones diplomáticas Архивировано 2 июля 2013 года.
2. ↑  Ma’an News Agency. Palestine establishes diplomatic ties with Honduras, Salvador Архивная копия от 29 июня 2013 на Wayback Machine
3. 1 2  Wafa News Agency. Honduras, El Salvador Establish Diplomatic Ties with Palestine Архивировано 5 июля 2013 года.
4. ↑  El Heraldo. Embajador de Palestina presenta Copias de Estilo Архивная копия от 21 октября 2013 на Wayback Machine
5. ↑  Marín Guzmán, Roberto. A Century of Palestinian Immigration into Central America: A Study of Their Economic and Cultural Contributions Архивная копия от 14 апреля 2020 на Wayback Machine. San José, C.R.: Ed. de la Univ. de Costa Rica, 2000. p. 26
6. ↑  Schulz, Helena Lindholm, and Juliane Hammer. The Palestinian Diaspora: Formation of Identities and Politics of Homeland. London: Routledge, 2003. p. 80
7. 1 2  Marín Guzmán, Roberto. A Century of Palestinian Immigration into Central America: A Study of Their Economic and Cultural Contributions Архивная копия от 14 апреля 2020 на Wayback Machine. San José, C.R.: Ed. de la Univ. de Costa Rica, 2000. p. 28
8. ↑  Klich, Ignacio, and Jeff Lesser. Arab and Jewish Immigrants in Latin America: Images and Realities Архивная копия от 20 февраля 2018 на Wayback Machine. London: F. Cass, 1998. p. 108
9. 1 2  Marín Guzmán, Roberto. A Century of Palestinian Immigration into Central America: A Study of Their Economic and Cultural Contributions Архивная копия от 14 апреля 2020 на Wayback Machine. San José, C.R.: Ed. de la Univ. de Costa Rica, 2000. pp. 40-41
10. ↑  Klich, Ignacio, and Jeff Lesser. Arab and Jewish Immigrants in Latin America: Images and Realities Архивная копия от 20 февраля 2018 на Wayback Machine. London: F. Cass, 1998. p. 111